# 143 Adria
Adria /ˈeɪdriə/ (định danh hành tinh vi hình: 143 Adria) là một tiểu hành tinh khá lớn ở vành đai chính. Tiểu hành tinh có màu tối này dường như có thành phần cấu tạo bằng chondrite cacbonat nguyên thủy. Ngày 23 tháng 2 năm 1875, nhà thiên văn học người Áo Johann Palisa phát hiện tiểu hành tinh Adria khi ông thực hiện quan sát tại Đài thiên văn Hải quân Áo và đặt tên nó theo tên biển Adriatic, nơi đã thực hiện quan sát phát hiện ra nó.
Cho tới nay, đã có một lần Adria che khuất một ngôi sao, được quan sát từ Nhật Bản ngày 21 tháng 8 năm 2000. Một hình dạng khá giống hình cầu đo được 98 × 86 km đã được quan sát thấy.